# RDS-4
RDS-4 (também conhecida como Tatyana) foi uma bomba nuclear soviética que foi testada pela primeira vez no Local de Testes de Semipalatinsk, em 23 de agosto de 1953. O dispositivo pesava aproximadamente 1 200 kg (2 646 lb). O dispositivo tinha aproximadamente um terço do tamanho do RDS-3. A bomba foi lançada de uma aeronave IL-28 a uma altitude de 11 quilômetros (7 milhas) e explodiu a 600 metros (1 969 pés), com um rendimento de 28 kt.
A primeira arma nuclear tática produzida em massa da União Soviética foi baseada no RDS-4 e permaneceu em serviço até 1966.  Ela usava um núcleo composto de 4,2 kg (9 lb) Pu-239 e 6,8 kg (15 lb). U-235 enriquecido a 90% e teve um rendimento nominal de 30 quilotons. A bomba foi entregue por uma aeronave Tu-4 e Tu-16. Uma arma tática baseada no RDS-4 também foi usada em 14 de setembro de 1954 durante o exercício militar Snowball na cordilheira Totsky, quando a bomba foi lançada pelo Bombardeiro Tu-4 (o Boeing B-29 de engenharia reversa russo). O objetivo deste exercício não era testar a bomba em si, mas a capacidade de usá-la ao romper as defesas inimigas (presumivelmente na Alemanha Ocidental). Após a explosão, caças a jato soviéticos foram enviados para voar através da nuvem em forma de cogumelo, enquanto tanques e infantaria foram forçados a se mover através do marco zero.